# Vlag van Hengelo (Gelderland)

Vlag van de gemeente Hengelo
(1973-2005)

De vlag van Hengelo is het gemeentelijk dundoek van de voormalige Nederlandse gemeente Hengelo in Gelderland. De vlag werd op 6 februari 1973 per raadsbesluit aangenomen. Op 1 januari 2005 ging de gemeente samen met een aantal buurgemeenten tot de nieuwe gemeente Bronckhorst. De vlag kwam daarmee als gemeentevlag te vervallen.

## Beschrijving
De beschrijving luidt:
Blauw, met een witte broekdriehoek, reikende tot het midden van de broeking, en een witte vluchtdriehoek, reikende tot het midden van de vlag,waartussen - op de scheiding van broeking en vlucht en ter hoogte van 7/10 van de vlaghoogte - het wapenembleem, zijnde een wit, gevleugeld naakt jongetje, houdende op zijn rug een hoorn des overvloeds, de opening aan de zijde van de broek en naar onderen gericht.
Het ontwerp was van de Stichting voor Banistiek en Heraldiek.

## Eerdere vlag

Vlagontwerp volgens Kl. Sierksma Nederlands Vlaggenboek
(1962)

Sierksma beschrijft in 1962 een eerdere vlag als volgt:
Twee evenhoge banen van wit en blauw, met een ring van het een in het ander, met een middellijn ter hoogte van een baan.
Deze vlag is nooit ingevoerd, maar werd op uitnodiging van burgemeester en wethouders ontworpen. De kleuren zijn ontleend aan die van het gemeentewapen. De ring symboliseert gelijktijdig de hoorn van overvloed uit het wapen en hoefijzers, als herinnering aan de eeuwenoude, van 1658 daterende paardenmarkt. Ook mag men in de cirkelvormige figuur het heraldieke symbool zien van een brood, hier gebruikt ter herinnering aan de folkloristische brooduitdeling op Hemelvaartsdag.

## Verwante afbeelding

Wapen van Hengelo (Gelderland)

Ammerzoden 
· Angerlo 
· Batenburg 
· Beesd 
· Bemmel 
· Bergh 
· Bergharen 
· Beusichem 
· Borculo 
· Brakel 
· Didam 
· Dinxperlo 
· Dodewaard 
· Dreumel 
· Echteld 
· Eibergen 
· Elst 
· Ewijk 
· Geldermalsen 
· Gendringen 
· Gendt 
· Gorssel 
· Groenlo 
· Groesbeek 
· Hedel 
· Heerewaarden 
· Hemmen 
· Hengelo 
· Herwen en Aerdt 
· Heteren 
· Heukelum 
· Hoevelaken 
· Horssen 
· Huissen 
· Hummelo en Keppel 
· Hurwenen 
· Kerkwijk 
· Kesteren 
· Laren 
· Lichtenvoorde 
· Lienden 
· Lingewaal 
· Maurik 
· Millingen aan de Rijn 
· Neede 
· Neerijnen 
· Overasselt 
· Rijnwaarden 
· Rossum 
· Ruurlo 
· Steenderen 
· Ubbergen 
· Valburg 
· Vorden 
· Wadenoijen 
· Wamel 
· Warnsveld 
· Wehl 
· Wisch 
· Zelhem 
· Zoelen